# Kosti Elo
Konstantin (Kosti) Elo (ursprungligen Eklund), född 1 april 1873 i Ruovesi, död 3 augusti 1940 i Tammerfors, var en finländsk skådespelare, regissör och teaterchef. 
Elo var 1899–1917 engagerad vid Suomalainen maaseututeatteri i Viborg, där han utmärkte sig i hjälte- och karaktärsroller. Han deltog i Ida Aalbergs turné till Ungern och spelade en tid vid Kansan näyttämö och Ida Aalbergteatern i Helsingfors. Han blev 1919 chef för Tammerfors arbetarteater, där han gjorde en betydande insats även som regissör och framförde både klassisk och aktuell dramatik. Under hans långvariga ledning uppnådde den finska arbetarteatern i Tammerfors en rangplats bland landets teatrar.